# Hugo Vetlesen
Hugo Vetlesen, né le 29 février 2000 à Braine-l'Alleud en Belgique, est un footballeur international norvégien qui joue au poste de milieu de terrain au Club Bruges KV.

## Biographie
Hugo Vetlesen est né le 29 février 2000 à Braine-l'Alleud en Wallonie d'un père norvégien et d'une mère française. Son père, Johan Vetlesen, a évolué en deuxième division norvégienne et a été sélectionné à plusieurs reprises en équipes nationales de jeunes de Norvège,. Sa mère est originaire de La Rochelle.
Il vit ses quatre premières années en Belgique, avant que sa famille déménage à Bærum en Norvège. Hugo Vetlesen débute le football dans un club local à Haslum. Il intègre ensuite l’académie du Stabæk Fotball à l’âge de douze ans.

### En club

#### Stabæk Fotball
Le 31 mars 2017, Hugo Vetlesen signe son premier contrat professionnel avec le Stabæk Fotball. Il fait ses débuts en Eliteserien deux jours plus tard, le 2 avril, en tant que titulaire lors d’une victoire à domicile (3-1) contre l’Aalesunds FK, à l’occasion de la première journée du championnat. Vetlesen devient ainsi le premier joueur né après l'an 2000 à disputer un match en première division norvégienne. Le 17 avril 2017, pour sa quatrième apparition avec l'équipe première, Hugo Vetlesen délivre sa première passe décisive en championnat face au Sarpsborg 08 FF (victoire 3-0). Pour sa première saison en professionnel, il dispute 31 matchs, dont 28 comme titulaire, et figure parmi les cinq joueurs les plus utilisés par son entraîneur Toni Ordinas (en),.
Le 5 août 2018, il marque son premier but en championnat contre le Sarpsborg 08 FF (défaite 3-1),. À la fin de saison 2018, alors que le club lutte pour le maintien, il voit son temps de jeu réduire sous les ordres du nouvel entraîneur Henning Berg, successeur de Toni Ordinas. Le 9 décembre 2018, lors du match retour du barrage de relégation face à l’Aalesunds FK, Hugo Vetlesen entre en jeu à la 67e minute en remplacement de Franck Boli. La rencontre se solde par un match nul (1-1), suffisant pour assurer le maintien en Eliteserien grâce à la victoire acquise à l’aller (1-0). Au total, sur la saison 2018, il participe à 30 rencontres, dont 23 en tant que titulaire.
Lors de la saison 2019, il prend part à 27 matchs toutes compétitions confondues, dont 19 comme titulaire.
Après un bon début de saison 2020, au cours duquel il dispute 19 matchs de championnat, inscrit 4 buts et délivre 3 passes décisives, Hugo Vetlesen quitte son club formateur.

#### FK Bodø/Glimt

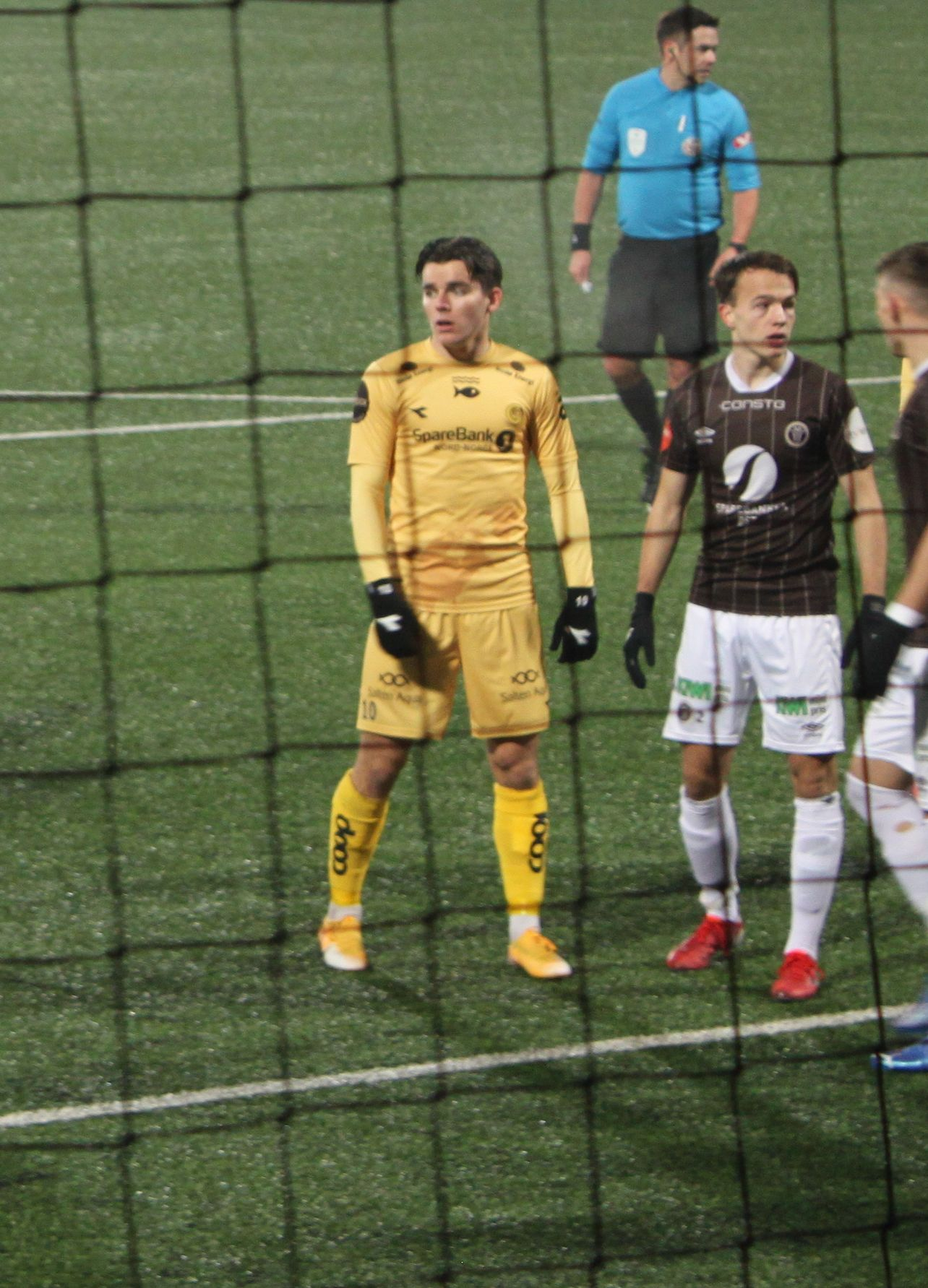
Vetlesen, 2021

Le 5 octobre 2020, Hugo Vetlesen s’engage avec le FK Bodø/Glimt, alors en tête du championnat d’Eliteserien, en signant un contrat courant jusqu’à la fin de l’année 2023,.
Pour la fin de saison 2020, Vetlesen prend part à huit rencontres avec le FK Bodø/Glimt, dont deux titularisations contre l’Aalesunds FK et le IK Start. Il participe ainsi à la conquête du premier titre de champion de Norvège de l’histoire du club, ainsi qu'au premier trophée de sa carrière.
Lors de la saison 2021, Vetlesen demeure principalement remplaçant, disputant 33 matchs dont 15 en tant que titulaire. Il gagne progressivement du temps de jeu à partir de l’été, période durant laquelle il fait ses débuts en compétitions européennes. Il prend part aux deux rencontres contre le Legia Varsovie au deuxième tour de qualification de la Ligue des champions 2021-2022, soldées par deux défaites (2-3 à l’aller, 2-0 au retour),. À la suite de son élimination en Ligue des champions, le FK Bodø/Glimt est reversé en phase de groupes de la Ligue Europa Conférence, une nouvelle compétition organisée par l’UEFA à partir de la saison 2021-2022. Le club termine invaincu dans son groupe, avec trois victoires et trois matchs nuls, dont un large succès 6-1 contre l’AS Roma,. En décembre 2021, Bodø/Glimt et Hugo Vetlesen remportent leur second titre consécutif de champion de Norvège. Alors que le championnat norvégien est en pleine trêve hivernale, le FK Bodø/Glimt poursuit son parcours en Ligue Europa Conférence. Le club atteint les quarts de finale de la compétition, après avoir éliminé successivement le Celtic Glasgow en tour intermédiaire puis l’AZ Alkmaar en huitièmes. En quarts de finale, Bodø/Glimt retrouve l’AS Roma, futur vainqueur de la compétition. Lors du match aller, disputé le 7 avril 2022, Vetlesen inscrit le but de la victoire (2-1) d’une tête à la 89e minute,. Le club est toutefois éliminé après une défaite 4-0 au match retour au Stadio Olimpico, le 14 avril,. Sur l’ensemble de la phase à élimination directe de la Ligue Europa Conference, Vetlesen livre de grandes performances, en inscrivant trois buts décisifs et délivrant deux passes décisives en six matchs. Le 1er mai 2022, il est finaliste de la Coupe de Norvège face à Molde (défaite 1-0),.
La saison 2022 marque une progression notable pour Vetlesen, qui devient un titulaire indiscutable au FK Bodø/Glimt. Il dispute 53 rencontres toutes compétitions confondues, dont 48 en tant que titulaire. Le 6 août 2022, il réussit le premier triplé de sa carrière professionnelle et permet au FK Bodø/Glimt de l'emporter largement face au Odds FK (7-0). Il inscrit en championnat 16 buts, ce qui fait de lui le deuxième meilleur buteur de l’Eliteserien, derrière son coéquipier Amahl Pellegrino (25 buts). Il termine également deuxième au classement des passeurs avec 12 passes décisives, devancé par Carlo Holse du Rosenborg BK (16 passes). Bodø/Glimt finit à la deuxième place du championnat, manquant un troisième titre consécutif. À l’issue de la saison, Vetlesen est élu joueur de l’année de l’Eliteserien 2022.
Le 19 février 2023, Hugo Vetlesen prolonge son contrat avec le FK Bodø/Glimt jusqu’à l’été 2025.
Lors de la première moitié de saison 2023, il prend part à 14 rencontres toutes compétitions confondues, dont 12 comme titulaire.

#### Club Bruges KV
Le 3 juillet 2023, Hugo Vetlesen est transféré pour 8 millions d'euros au Club Bruges KV, équipe avec laquelle il signe un contrat jusqu'en 2027,,.

### Carrière en équipe nationale
Vetlesen représente la Norvège avec les sélections des moins de 16 ans, des moins de 18 ans, des moins de 19 ans et enfin des moins de 21 ans.
Avec les moins de 18 ans, il inscrit un but lors d'un match amical contre la Finlande en novembre 2017 (victoire 0-4).
Avec les moins de 19 ans, il inscrit deux buts lors en mars 2018, contre les Pays-Bas (défaite 1-6) puis l'Allemagne (victoire 2-5). Ces deux matchs rentrent dans le cadre des éliminatoires du championnat d'Europe des moins de 19 ans 2018. Vetlesen délivre également trois passes décisives lors de ces éliminatoires. Il est ensuite retenu afin de participer à la phase finale du championnat d'Europe de la catégorie organisée en Finlande. Il joue quatre matchs lors de ce tournoi, avec pour résultats deux victoires, un nul et une défaite.
Par la suite, avec les moins de 20 ans, il participe à la Coupe du monde des moins de 20 ans en 2019. Lors du mondial junior qui se déroule en Pologne, il joue deux matchs, contre l'Uruguay et la Nouvelle-Zélande, avec pour résultats deux défaites.
Avec les espoirs, il reçoit sa première convocation de l'entraîneur Leif Gunnar Smerud (en) le 28 août 2018, en vue du match contre l'Azerbaïdjan, valable pour les qualifications de l'Euro espoirs 2019. Il débute ainsi avec les espoirs le 11 septembre suivant, succédant à Dennis Johnsen, lors de la victoire 1 à 3 contre la sélection azérie. Un an plus tard, le 10 septembre 2019, il est pour la première fois capitaine des espoirs, lors d'un match amical contre la Hongrie.

## Palmarès

### En club
FK Bodø/Glimt
- Championnat de Norvège (2) :
  - Vainqueur : 2020, 2021
- Coupe de Norvège (0) :
  - Finaliste : 2022

 Club Bruges KV
- Championnat de Belgique (1) :
  - Vainqueur : 2024
- Coupe de Belgique (1) :
  - Vainqueur : 2025

### Distinctions personnelles
- Meilleur joueur de la saison du championnat de Norvège : 2022